# Valentino Kanzyani

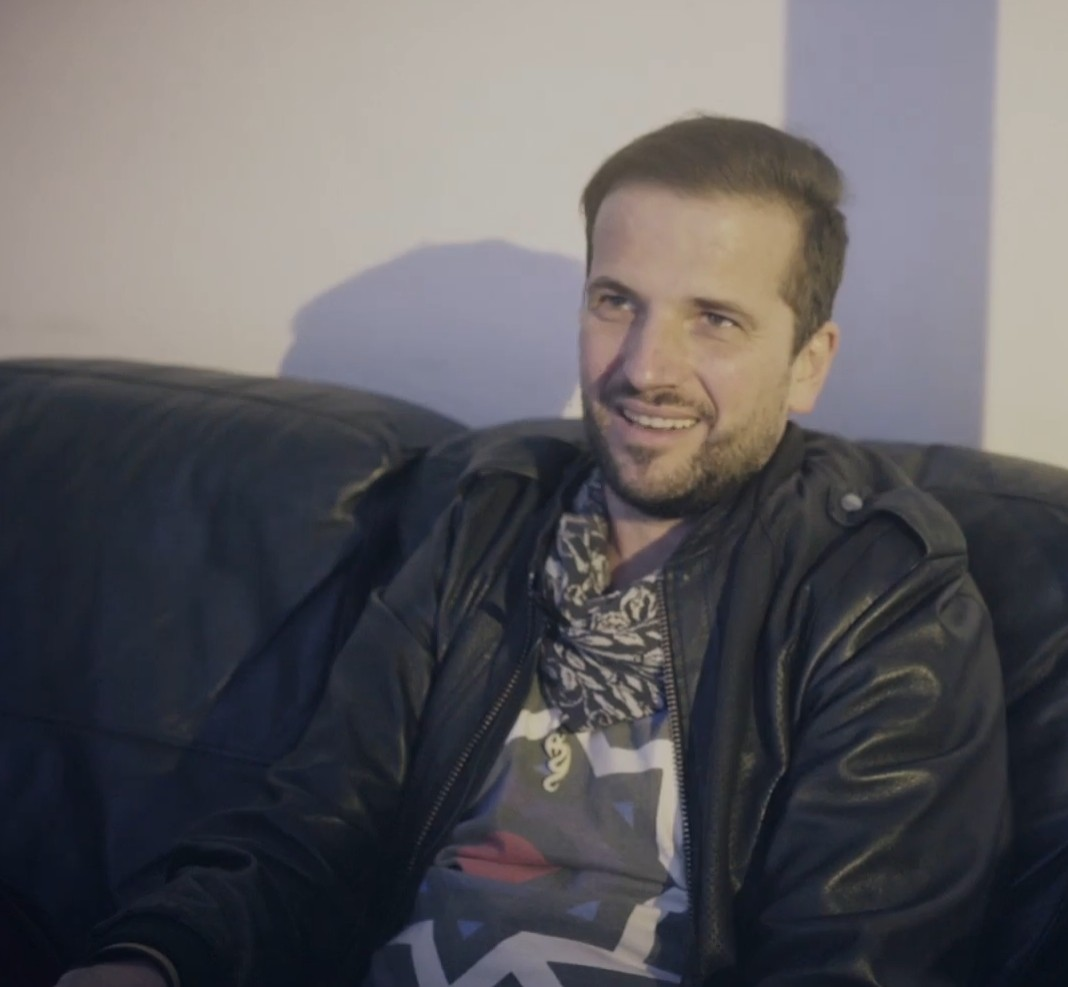
Valentino Kanzyani

Valentino Kanzyani (eigentlich Tine Kocjančič; * 20. Jahrhundert) ist ein slowenischer Techno/House-DJ, Musikproduzent und Remixer.

## Leben
Valentino Kanzyani wurde Mitte der 1990er Jahre Resident-DJ im Club Ambasada Gavioli in Izola. Zusammen mit Uroš Umek gründete er 1999 das Produzentenduo Recycled Loops, welches auch als Label für sich und andere Künstler agierte. 2005 gründete er das Label Jesus Loved You. 2013 erschien sein Debütalbum Love and Gratitude beim Schweizer Label Cadenza.
Zu seinen mittlerweile weltweiten Auftritten gehören Festivals wie Awakenings, Lovefest, I Love Techno, Mayday oder Time Warp sowie Auftritte in KaZantip oder auf Ibiza.

## Diskografie (Auswahl)

### Album
- 2013: Love and Gratitude

### Singles & EPs
- 2000: Under Pressure
- 2000: Why Not...
- 2001: House Soul
- 2002: Flying
- 2004: Learning How To Do It
- 2004: La Salsa Loca
- 2005: iPray
- 2006: Warders Of Our Own Prison
- 2006: Paradox
- 2007: Seasons
- 2009: Kopa Blanka
- 2014: PsiAmsterdam
- 2016: Primera Causa
- 2017: JC´s Space

### DJ-Mixe
- 2001: Rock the Discotheque
- 2003: Rock the Discotheque Vol.2
- 2005: Intecnique – A Continuous Mix
- 2007: Palazzo – Volume Six
- 2009: la terrazza (mit Oscar Aguilera)